# Minuro
Minuro (Osuna, ? - 139 a. C.) fue un guerrero turdetano, supuestamente uno de los asesinos de Viriato junto a Audax y Ditalco.

## Biografía
Minuro fue un guerrero nacido en Urso (actual Osuna) que luchó en el ejército lusitano de Viriato combatiendo la ocupación romana. Fue enviado por el propio Viriato como emisario junto a Ditalco y Audax para negociar un tratado de paz con los romanos. Marco Popilio Lenas los sobornó y a su regreso asesinaron a Viriato. Al volver para solicitar su recompensa fueron ejecutados, y de ahí viene la célebre frase "Roma no paga a traidores". Otros historiadores como Apiano declaran que fueron recompensados y enviados a Roma.

## Controversia
Se carece de documentación histórica al respecto de la muerte de Viriato. A pesar de que Audax, Ditalco y Minuro han pasado a la historia como los asesinos del caudillo lusitano, realmente se desconoce quién se ocupó de acabar con su vida y ni siquiera se tiene constancia de la existencia de estos tres guerreros.